# Neoeutrypanus sobrinus
Neoeutrypanus sobrinus (лат.) — вид усачей трибы Acanthocinini из подсемейства ламиин.

## Описание
Коренастые жуки с булавовидными бёдрам. От близких видов отличается следующими признаками:
боковой киль доходит до вершинной четверти надкрылий; второй членик лапок в беловато-сером опушении или с сероватой базальной половиной и верхушечной половиной черной; пронотум без выступов по бокам от середины в передней половине; усики со щетинками; переднегрудь со срединным латеральным бугорком; первый членик задних лапок немного длиннее, чем два следующих вместе.

## Распространение
Встречаются в Южной Америке: Аргентина, Бразилия.